# GameSpot
GameSpot er en populær amerikansk websted om videospil. GameSpot tilbyder nyheder, anmeldelser, screenshots og et stort og aktivt internetforum. GameSpots hovedkvarter ligger i San Francisco.

## Eksterner henvisninger
- GameSpot.com